# Square Madeleine-Tribolati
Square Madeleine-Tribolati är en öppen plats i Quartier de l'Hôpital-Saint-Louis i Paris tionde arrondissement. Platsen är uppkallad efter den franska syndikalisten och fackföreningspionjären Madeleine Tribolati (1905–1995). Square Madeleine-Tribolati omges av Rue Robert-Blache, Quai de Valmy och Rue Monseigneur-Rodhain. Platsen var tidigare uppkallad efter den franske kommunisten och motståndskämpen Robert Blache (1898–1944), som under andra världskriget avrättades av de tyska ockupanterna.
På Square Madeleine-Tribolati växer tryar, aukubor, lagerhägg och körsbärsplommon.

## Bilder
| - Skylt vid Square Madeleine-Tribolati. - Square Madeleine-Tribolati. - Madeleine Tribolati 1993. |

## Omgivningar
- Saint-Vincent-de-Paul
- Saint-Laurent
- Place Madeleine-Braun
- Place Raoul-Follereau
- Square de Verdun
- Passage Roland-Topor
- Jardin Villemin
- Impasse Boutron
- Rue Monseigneur-Rodhain

## Kommunikationer
- Tunnelbana – linje  – Château-Landon
- Busshållplats Verdun – Paris bussnät
- Busshållplats Canal Saint-Martin – Paris bussnät